# Serie A 2005/2006
Soutěžní ročník Serie A 2005/06 byl 104. ročník nejvyšší italské fotbalové ligy a 74. ročník od založení Serie A. Soutěž začala 28. srpna 2005 a skončila 14. května 2006. Účastnilo se jí opět 20 týmů z toho 17 se kvalifikovalo z minulého ročníku. Poslední tři týmy předchozího ročníku, jimiž byli Bologna FC 1909, Brescia Calcio a poslední tým ročníku - Atalanta BC, sestoupily do Serie B. Opačným směrem putovaly Empoli FC (vítěz Serie B 2004/05). Treviso FBC 1993 a Ascoli Calcio 1898 postoupilo ze 4. a 5. místa z druhé ligy.
Titul v soutěži obhajoval Juventus FC, který v minulém ročníku získal již 28. prvenství v soutěži. A podařilo se mu i obhájit. Jenže v květnu v roce 2006 byl odhalen korupční skandál na základě policejních odposlechů telefonních hovorů a týkal se ovlivňování výsledků utkání v nejvyšší italské fotbalové soutěži Serii A. Titul byl Juventus FC za sezonu 2004/05 odebrán a nebyl nikým nahrazen. Ten letošní získal FC Inter Milán.

## Přestupy hráčů
| Jméno               | odkud               | kam                 | cena           |  |
| ------------------- | ------------------- | ------------------- | -------------- |  |
| Alberto Gilardino   | Parma FC            | AC Milán            | 25 000 000 eur |  |
| Patrick Vieira      | Arsenal FC          | Juventus FC         | 20 500 000 eur |  |
| Walter Samuel       | Real Madrid         | FC Inter Milán      | 16 000 000 eur |  |
| David Pizzaro       | Udinese Calcio      | FC Inter Milán      | 12 000 000 eur |  |
| Luca Toni           | US Città di Palermo | ACF Fiorentina      | 10 000 000 eur |  |
| Andy van der Meijde | FC Inter Milán      | Everton FC          | 9 000 000 eur  |  |
| Andrea Caracciolo   | Brescia Calcio      | US Città di Palermo | 9 000 000 eur  |  |
| Marek Jankulovski   | Udinese Calcio      | AC Milán            | 8 500 000 eur  |  |
| Stephen Appiah      | Juventus FC         | Fenerbahçe SK       | 8 000 000 eur  |  |
| Giorgio Chiellini   | ACF Fiorentina      | Juventus FC         | 7 700 000 eur  |  |

## Složení ligy v tomto ročníku
| Klub                | Město              | Stadión                             | Kapacita | Trenér                                                                                                 | 2004/05          |
| ------------------- | ------------------ | ----------------------------------- | -------- | --- | ---------------- |
| Ascoli Calcio 1898  | Ascoli Piceno      | Cino e Lillo Del Duca               | 20 550   | Massimo Silva                                                                                          | Serie B          |
| Cagliari Calcio     | Cagliari           | Sant'Elia                           | 23 486   | Attilio Tesser (do 1. kola) Daniele Arrigoni (do 2. kola) Davide Ballardini (do 11. kola) Nedo Sonetti | 12.              |
| Empoli FC           | Empoli             | Carlo Castellani                    | 19 795   | Mario Somma (do 20. kola) Luigi Cagni                                                                  | Serie B          |
| ACF Fiorentina      | Florencie          | Artemio Franchi                     | 47 282   | Cesare Prandelli                                                                                       | 16.              |
| UC Sampdoria        | Janov              | Luigi Ferraris                      | 36 685   | Walter Novellino                                                                                       | 5.               |
| US Lecce            | Lecce              | Via del Mare                        | 20 273   | Angelo Gregucci (do 5. kola) Silvio Baldini (do 21. kola) Franco Paleari                               | 11.              |
| AS Livorno Calcio   | Livorno            | Armando Picchi                      | 19 238   | Roberto Donadoni (do 23. kola) Carlo Mazzone                                                           | 9.               |
| FC Messina Peloro   | Messina            | San Filippo                         | 38 772   | Bortolo Mutti (do 31. kola) Gian Piero Ventura                                                         | 7.               |
| AC Milán            | Milán              | Giuseppe Meazza                     | 82 955   | Carlo Ancelotti                                                                                        | Stříbrná medaile |
| FC Inter Milán      | Milán              | Giuseppe Meazza                     | 82 955   | Roberto Mancini                                                                                        | Bronzová medaile |
| US Città di Palermo | Palermo            | Renzo Barbera                       | 37 242   | Luigi Delneri (do 22. kola) Giuseppe Papadopulo                                                        | 6.               |
| Parma FC            | Parma              | Ennio Tardini                       | 27 906   | Mario Beretta                                                                                          | 17.              |
| Reggina Calcio      | Reggio di Calabria | Oreste Granillo                     | 27 454   | Walter Mazzarri                                                                                        | 10.              |
| AS Řím              | Řím                | Olimpico                            | 82 307   | Luciano Spalletti                                                                                      | 8.               |
| SS Lazio            | Řím                | Olimpico                            | 82 307   | Delio Rossi                                                                                            | 13.              |
| AC Siena            | Siena              | Artemio Franchi – Montepaschi Arena | 15 373   | Luigi De Canio                                                                                         | 14.              |
| Juventus FC         | Turín              | Delle Alpi                          | 69 041   | Fabio Capello                                                                                          |                  |
| Treviso FBC 1993    | Treviso            | Omobono Tenni                       | 7 500    | Ezio Rossi (do 11. kola) Alberto Cavasin (do 26. kola) Diego Bortoluzzi                                | Serie B          |
| Udinese Calcio      | Udine              | Friuli                              | 41 652   | Serse Cosmi (do 24. kola) Loris Dominissini (do 30. kola) Giovanni Galeone                             | 4.               |
| AC ChievoVerona     | Verona             | Marc'Antonio Bentegodi              | 39 371   | Giuseppe Pillon                                                                                        | 15.              |

## Tabulka
| Poř. | Tým                 | Z  | V  | R  | P  | VG | OG | B   |
| ---- | ------------------- | -- | -- | -- | -- | -- | -- | --- |
| 1.   | FC Inter Milán      | 38 | 23 | 7  | 8  | 68 | 30 | 76  |
| 2.   | AS Řím              | 38 | 19 | 12 | 7  | 70 | 42 | 69  |
| 3.   | AC Milán 2          | 38 | 28 | 4  | 6  | 85 | 31 | 58* |
| 4.   | AC ChievoVerona     | 38 | 13 | 15 | 10 | 54 | 49 | 54  |
| 5.   | US Città di Palermo | 38 | 13 | 13 | 12 | 50 | 52 | 52  |
| 6.   | AS Livorno Calcio   | 38 | 12 | 13 | 13 | 37 | 44 | 49  |
| 7.   | Parma FC            | 38 | 12 | 9  | 17 | 46 | 60 | 45  |
| 8.   | Empoli FC           | 38 | 13 | 6  | 19 | 47 | 61 | 45  |
| 9.   | ACF Fiorentina 2    | 38 | 22 | 8  | 8  | 66 | 41 | 44* |
| 10.  | Ascoli Calcio 1898  | 38 | 9  | 16 | 13 | 43 | 53 | 43  |
| 11.  | Udinese Calcio      | 38 | 11 | 10 | 17 | 40 | 54 | 43  |
| 12.  | UC Sampdoria        | 38 | 10 | 11 | 17 | 47 | 51 | 41  |
| 13.  | Reggina Calcio      | 38 | 11 | 8  | 19 | 39 | 65 | 41  |
| 14.  | Cagliari Calcio     | 38 | 8  | 15 | 15 | 42 | 55 | 39  |
| 15.  | AC Siena            | 38 | 9  | 12 | 17 | 42 | 60 | 39  |
| 16.  | SS Lazio 2          | 38 | 16 | 14 | 8  | 57 | 47 | 32* |
| 17.  | FC Messina Peloro   | 38 | 6  | 13 | 19 | 33 | 59 | 31  |
| 18.  | US Lecce            | 38 | 7  | 8  | 23 | 30 | 57 | 29  |
| 19.  | Treviso FBC 1993    | 38 | 3  | 12 | 23 | 24 | 56 | 21  |
| 20.  | Juventus FC 1       | 38 | 27 | 10 | 1  | 71 | 24 | 0*  |

Poznámky
- Z = Odehrané zápasy; V = Vítězství; R = Remízy; P = Prohry; VG = Vstřelené góly; OG = Obdržené góly; B = Body
- 1  Juventus FC přišla o všechny body (91) za korupční skandál.
- 2  AC Milán, ACF Fiorentina a SS Lazio přišli o 30 bodů za korupční skandál.

|  | Mistr ligy a Přímý postup do Ligy mistrů 2006/07 |
|  | Přímý postup do Ligy mistrů 2006/07              |
|  | Postup do 3. předkola Ligy mistrů 2006/07        |
|  | Přímý postup do 1. kola Poháru UEFA 2006/07      |
|  | Sestup do Serie B 2006/07                        |

## Střelecká listina
.
Nejlepším střelcem tohoto ročníku Serie A se stal italský útočník Luca Toni. Hráč ACF Fiorentina vstřelil 31 branek.
| P. | Nár       | Hráč                | Tým               | Branky |
| -- | --------- | ------------------- | ----------------- | ------ |
| 1. | Itálie    | Luca Toni           | ACF Fiorentina    | 31     |
| 2. | Francie   | David Trezeguet     | Juventus FC       | 23     |
| 3. | Honduras  | David Suazo         | Cagliari Calcio   | 22     |
| 4. | Itálie    | Cristiano Lucarelli | AS Livorno Calcio | 19     |
| 4. | Itálie    | Francesco Tavano    | Empoli FC         | 19     |
| 4. | Ukrajina  | Andrij Ševčenko     | AC Milán          | 19     |
| 7. | Itálie    | Alberto Gilardino   | AC Milán          | 17     |
| 8. | Itálie    | Tommaso Rocchi      | SS Lazio          | 16     |
| 9. | Argentina | Julio Ricardo Cruz  | FC Inter Milán    | 15     |
| 9. | Itálie    | Francesco Totti     | AS Řím            | 15     |

## Vítěz
| Serie A 2005/06 FC Inter Milán (14. titul) |